# 2021 год в автомобилестроении

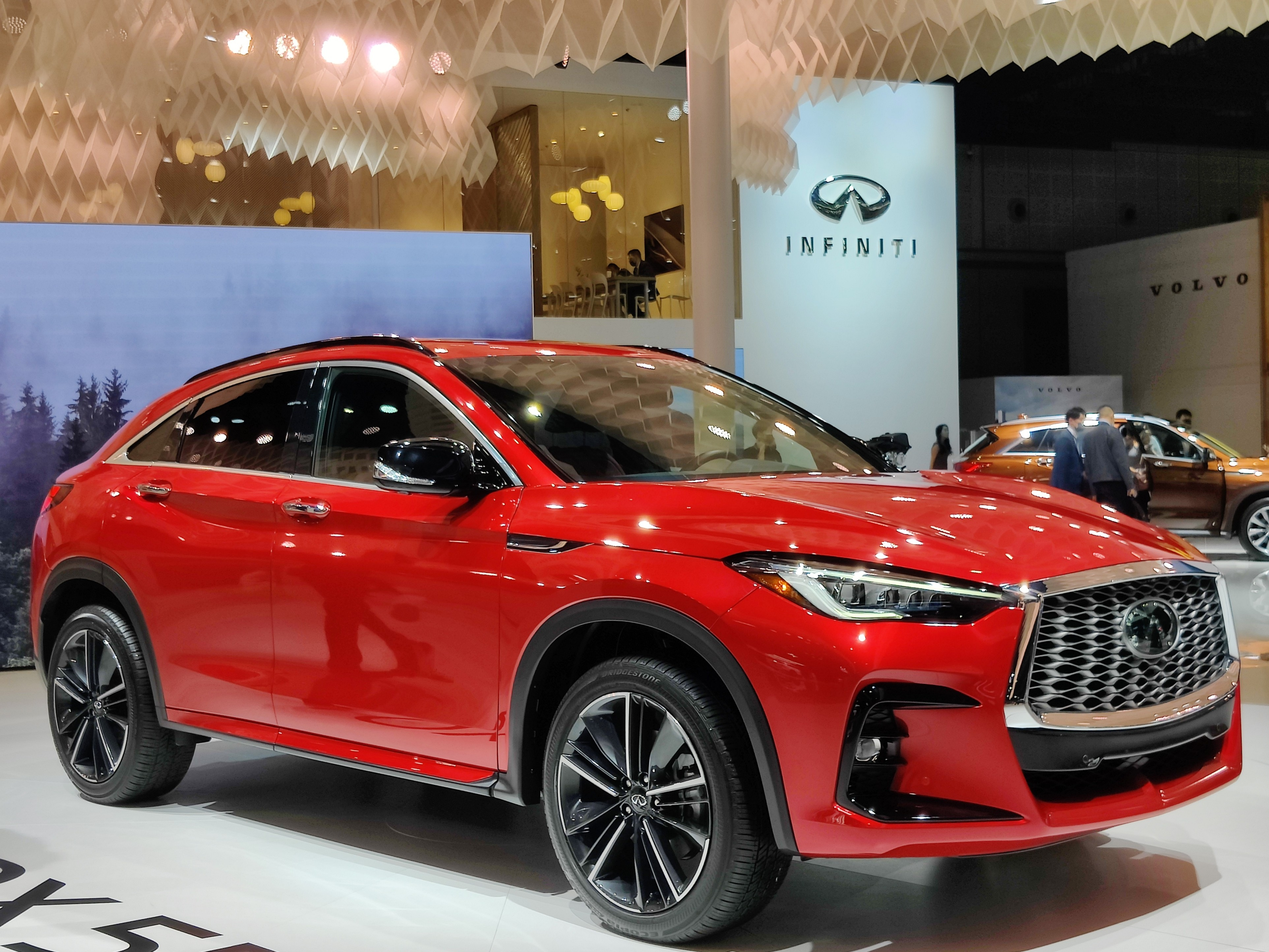
Infiniti QX 55

Список новинок на автомобильном рынке в 2021 году.
- Niva Bronto — Обновлённая Нива. Новая панель, более удобные сиденья*.[1]
- Mazda CX-30 — Адаптивный круиз-контроль(MRCC), круговой обзор, система мониторинга мертвых зон (BSM).[2]
- Mazda 6 — Адаптивная система освещения с функцией автоматического управления световым потоком (ALH).[2]
- Обновлённый Nissan Qashqai — Передние фары с интегрированными светодиодными индикаторами поворота,115 л.с (мин.компл.).[3]
- Обновлённый Renault DUSTER — Большие колесные арки, новый дизайн и обновлённый интерьер.[4]
- KAMAZ-54901-92 — Новая кабина с увеличенным внутренним пространством, 450 л.с. Новый 6-цилиндровый двигатель.[5]
- Infiniti QX 55 — LED-оптика, система выбора режимов вождения.[6]
- Subaru Outback 6 поколение — Система автоматического экстренного маневрирования, адаптивный круиз-контроль.[7]
- Audi Q5 Sportback — Одна из деталей интерьера модели Q5 Sportback — широкая задняя часть с пологим наклоном стоек.[8]
- Chevrolet Tahoe — Двигатель V8 объёмом 5,3 л мощностью 343 л. с. в сочетании с 10-ступенчатой автоматической коробкой передач.[9]
- Обновленный Kia Ceed — Обновленный внешний дизайн, оснащен системой бесключевого доступа Smart Key с запуском двигателя при помощи кнопки[10].
- Hyundai Elantra N — двухлитровый турбомотор с технологией flat power с 8-ступенчатой трансмиссией дают мощность в 280 л. с.[11]
- BMW 2 серии Coupe — Фары с технологией BI-LED, спортивная АКПП Steptronic.[12]
- Volkswagen Taos — Двигатель 1.4 TSI 150 л. с. Трансмиссия и привод 8-AT, FWD.[13]
- Mercedes-Benz S-Класс — мультимедийная система MBUX, 450 кВт (612 л. с.) Mercedes-Maybach S 680 4MATIC.(Полная комплектация)[14]
- Обновленный Honda CR-V — двигатель 2.4 DI DOHC i-VTEC с мощностью в 186 л. с. в минимальной комплектации)[15]
- Обновлённая ŠKODA OCTAVIA — Виртуальная приборная панель, мониторинг обстановки позади автомобиля.[16]